# Друга влада Велимира Вукићевића
Друга влада Велимира Вукићевића је била влада Краљевине Срба, Хрвата и Словенаца која је владала од 23. фебруара 1928. до 27. јула 1928. године.

## Чланови владе
| Функција                                                         | Слика | Име и презиме             | Детаљи                                      |
| ---------------------------------------------------------------- | ----- | ------------------------- | ------------------------------------------- |
| Председник Министарског савета                                   |       | Велимир Вукићевић         |                                             |
| Министар иностраних дела                                         |       | Војислав Д. Маринковић    |                                             |
| Министар војске и морнарице                                      |       | Стеван Хаџић              |                                             |
| Министар унутрашњих дела                                         |       | Антон Корошец             |                                             |
| Министар правде                                                  |       | Милорад Вујичић           |                                             |
| Министар просвете                                                |       | Милан Грол                |                                             |
| Министар финансија                                               |       | Богдан Ст. Марковић       |                                             |
| Министар грађевина                                               |       | Петар Марковић            |                                             |
| Министар трговине и индустрије                                   |       | Мехмед Спахо              |                                             |
| Министар пољопривреде и вода                                     |       | Светозар Станковић        |                                             |
| Министар пошта и телеграфа                                       |       | Влајко Коцић              | до 25.3.1928. †                             |
| Министар пошта и телеграфа                                       |       | Светозар Станковић        | заступник, од 25.3.1928.                    |
| Министар пошта и телеграфа                                       |       | Богољуб Кујунџић          | од 1.4.1928.                                |
| Министар шума и рудника                                          |       | Александар Мијовић        |                                             |
| Министар социјалне политике                                      |       | Чедомир А. Радовић        |                                             |
| Министар вера                                                    |       | Милан Симоновић           |                                             |
| Министар народног здравља                                        |       | Добривоје Гер. Поповић    |                                             |
| Министар припреме за Уставотворну скупштину и изједначење закона |       | Илија Шуменковић          | до 1.3.1928.                                |
| Министар припреме за Уставотворну скупштину и изједначење закона |       | Петар Марковић            | заступник (нема министра у указу 27.7.1928) |
| Министар аграрне реформе                                         |       | Владимир Андрић           |                                             |
| Министар саобраћаја                                              |       | Светислав Т. Милосављевић |                                             |
| Министар без портфеља                                            |       | Илија Шуменковић          | од 1.3.1928.                                |